# Wojskowa Akademia Wojsk Pancernych

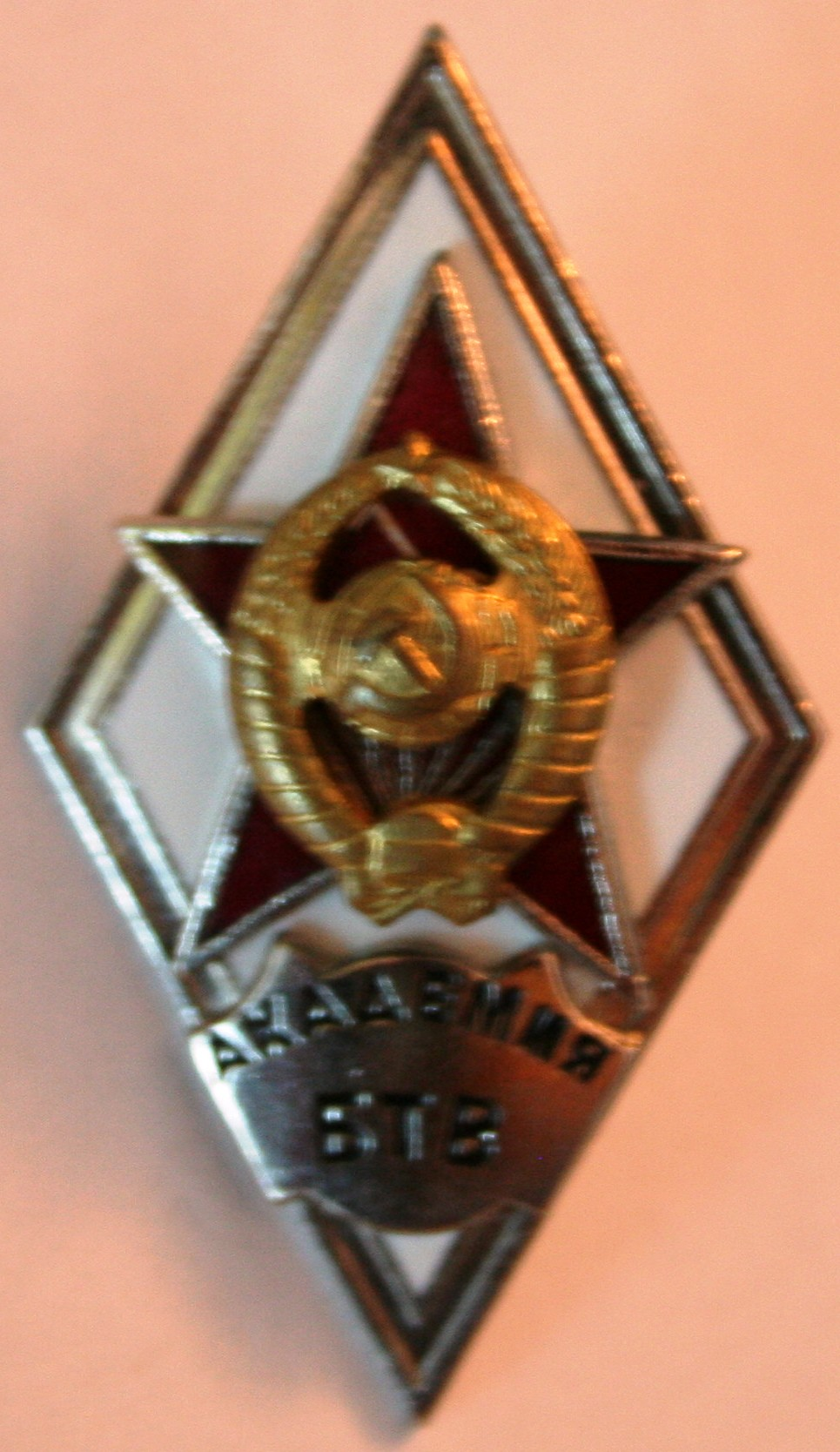
Absolwentka uczelni

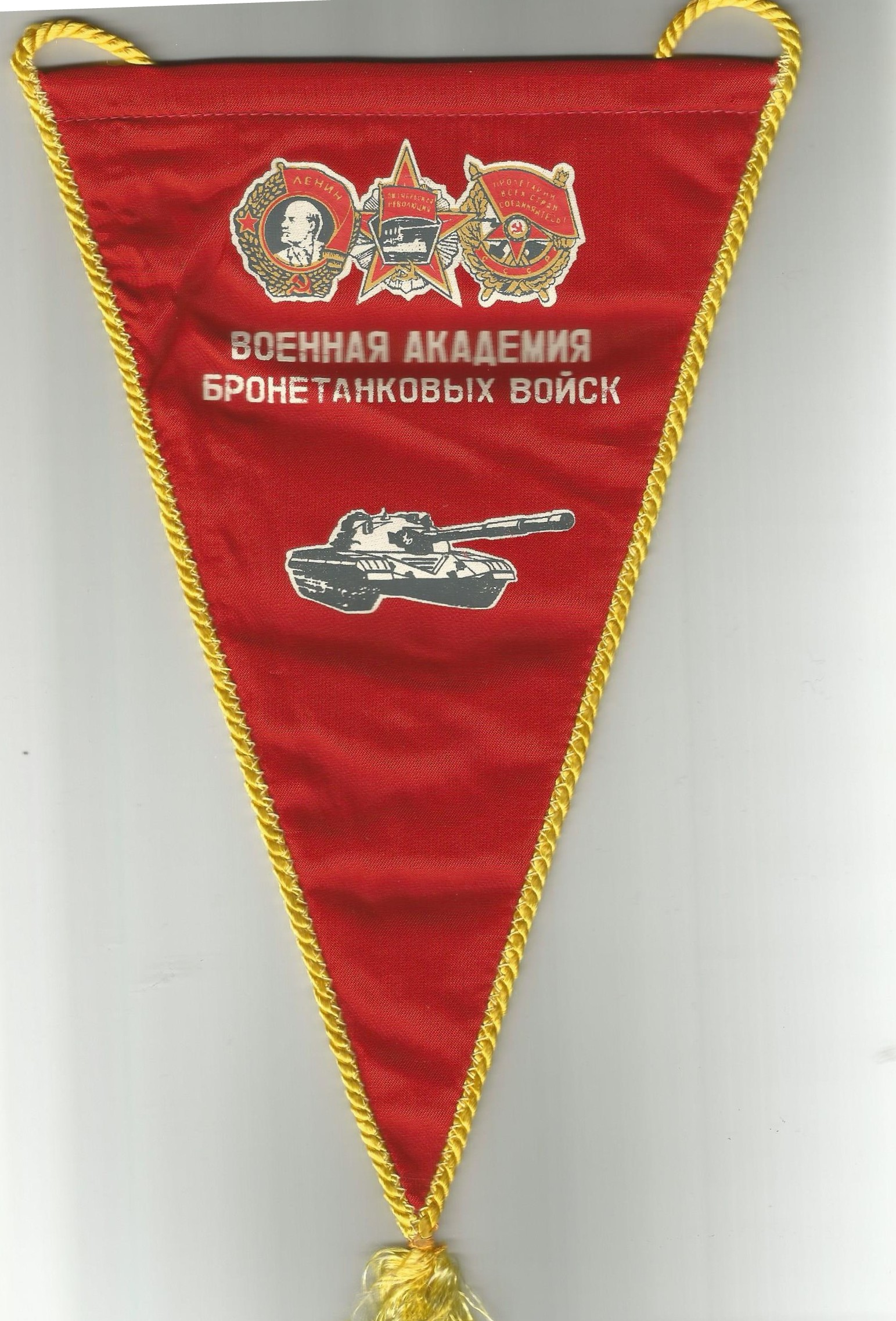
Proporczyk uczelni

Wojskowa Akademia Wojsk Pancernych im. Marszałka Związku Radzieckiego Rodiona Malinowskiego (ros. Военная ордена Ленина Краснознамённая академия бронетанковых войск имени Маршала Советского Союза Р. Я. Малиновского) – radziecka uczelnia wojskowa typu akademickiego, kształcąca kadry dla potrzeb wojsk pancernych.

## Historia

### Utworzenie
W 1929 utworzono specjalny pododdział wojsk pancernych w sześcioosobowym składzie w ramach fakultetu artyleryjskiego Wojskowej Akademii Technicznej im. F.E. Dzierżyńskiego. Po roku, rozkazem nr 130 z 6 maja 1930 w WAT sformowano odrębny fakultet mechanizacji i motoryzacji Armii Czerwonej – utworzenie tego fakultetu przyjęto jako datę początkową akademii wojsk pancernych. W październiku 1930 fakultet ukończyła pierwsza grupa inżynierów – czołgistów. Jeden z nich – I. P. Tiagunow, będąc jeszcze słuchaczem, pełnił obowiązki dowódcy fakultetu. W czerwcu 1931 fakultet ukończyła druga grupa: 8 oficerów, wśród nich G.N. Kowalow – przyszły komendant Akademii i Boris Wierszynin. W ciągu dwóch lat fakultet ukończyło 137 wojskowych inżynierów – czołgistów.
13 maja 1932 na bazie fakultetów WAT i Moskiewskiego Instytutu Motoryzacji im. Łomonosowa powstała Wojskowa Akademia Mechanizacji i Motoryzacji RChAC. Zakończenie formowania miało miejsce 1 października 1932; 22 marca 1933 otrzymała imię Józefa Stalina. Jednym z jej absolwentów był Wasilij Czujkow.

### Lata wojny
Od października 1941 do czerwca 1943 akademia była ewakuowana do Taszkentu.
Od 17 kwietnia 1943 – Wojskowa Akademia Wojsk Pancernych i Zmechanizowanych Armii Czerwonej im. I. W. Stalina odznaczona Orderem Lenina (ros. Военная ордена Ленина академия бронетанковых и механизированных войск Красной Армии имени И.В.Сталина).

### Okres powojenny
Od 10 maja 1954 – Wojskowa Akademia Wojsk Pancernych im. I.W. Stalina odznaczona Orderem Lenina. 30 grudnia 1961 akademia została pozbawiona imienia dotychczasowego patrona Józefa Stalina.
W 1965 uczelnię wyróżniono Orderem Czerwonego Sztandaru. 16 czerwca 1967 akademia otrzymała imię marszałka Związku Radzieckiego Rodiona Malinowskiego, jej nazwa: Wojskowa Akademia Wojsk Pancernych im. marszałka Związku Radzieckiego R.J. Malinowskiego odznaczona Orderem Lenina i Czerwonego Sztandaru.
Ostatnia nazwa akademii w czasach ZSRR: Wojskowa Akademia Wojsk Pancernych im. marszałka Związku Radzieckiego R.J. Malinowskiego odznaczona Orderem Lenina, Rewolucji Październikowej i Czerwonego Sztandaru (ros. Военная орденов Ленина и Октябрьской Революции, Краснознаменная академия бронетанковых войск имени Маршала Советского Союза Р. Я. Малиновского).

### Federacja Rosyjska
W okresie od sierpnia do listopada 1998 na bazie Akademii Wojskowej im. Frunzego, Wojskowej Akademii Broni Pancernej im. R.J. Malinowskiego i 1 Wyższych Kursów Oficerskich „Wystrieł” im. B.M. Szaposznikowa utworzono Ogólnowojskową Akademię Sił Zbrojnych Federacji Rosyjskiej (ros. Общевойсковая орденов Ленина и Октябрьской революции, Краснознаменная, ордена Суворова академия Вооруженных Сил Российской Федерации), obecnie funkcjonującą jako Wojskowe Centrum Naukowo-Szkoleniowe Wojsk Lądowych "Ogólnowojskowa Akademia Sił Zbrojnych Federacji Rosyjskiej".

## Komendanci Akademii
- Jean Fricewicz Zonbierg (1932–1933)
- marszałek wojsk pancernych Siemion Bogdanow (1954–1956)
- generał pułkownik Filipp Golikow (1956–1958)
- główny marszałek wojsk pancernych Pawieł Rotmistrow (1958–1964)
- generał pułkownik wojsk pancernych Władimir Żdanow (1964)
- generał pułkownik wojsk pancernych Piotr Markow (1964–1967)
- marszałek wojsk pancernych Amazasp Babadżanian (1967–1969)
- marszałek wojsk pancernych Oleg Łosik (1969–1987)